# Mohammad Samimi
Mohammad Samimi (in persiano محمد صمیمی‎; Shahrekord, 29 marzo 1987) è un discobolo iraniano.

## Palmarès
| Anno | Manifestazione      | Sede        | Evento           | Risultato | Misura  | Note                          |
| ---- | ------------------- | ----------- | ---------------- | --------- | ------- | ----------------------------- |
| 2006 | Mondiali juniores   | Pechino     | Lancio del disco | Argento   | 63,00 m | Miglior prestazione personale |
| 2007 | Universiadi         | Bangkok     | Lancio del disco | 9º        | 55,57 m |                               |
| 2009 | Universiadi         | Belgrado    | Lancio del disco | Oro       | 65,33 m | Miglior prestazione personale |
| 2009 | Campionati asiatici | Guangzhou   | Lancio del disco | Argento   | 64,01 m |                               |
| 2010 | Giochi asiatici     | Guangzhou   | Lancio del disco | Argento   | 63,46 m |                               |
| 2011 | Mondiali            | Taegu       | Lancio del disco | 22º (q)   | 61,10 m |                               |
| 2013 | Campionati asiatici | Pune        | Lancio del disco | Argento   | 61,93 m |                               |
| 2014 | Giochi asiatici     | Incheon     | Lancio del disco | 4º        | 60,37 m |                               |
| 2017 | Campionati asiatici | Bhubaneswar | Lancio del disco | 5º        | 59,80 m |                               |